# Wiehltalbrücke
Wiehltalbrücke (znany również jako Talbrücke Wiehl) – most autostradowy w ciągu autostrady A4 Köln – Olpe nad doliną rzeki Wiehl koło Gummersbach, w powiecie Oberberg, w kraju związkowym Nadrenia Północna-Westfalia, w Niemczech. Pod mostem znajduje się część miasta Wiehl – Weiershagen. Ma 705 metrów długości i 30,25 metra szerokości, a jego powierzchnia wynosi 21,326 m². Największa różnica wysokości między mostem a ziemią wynosi 60 metrów. Jest to most belkowy o konstrukcji stalowej.

## Wypadek w 2004 roku

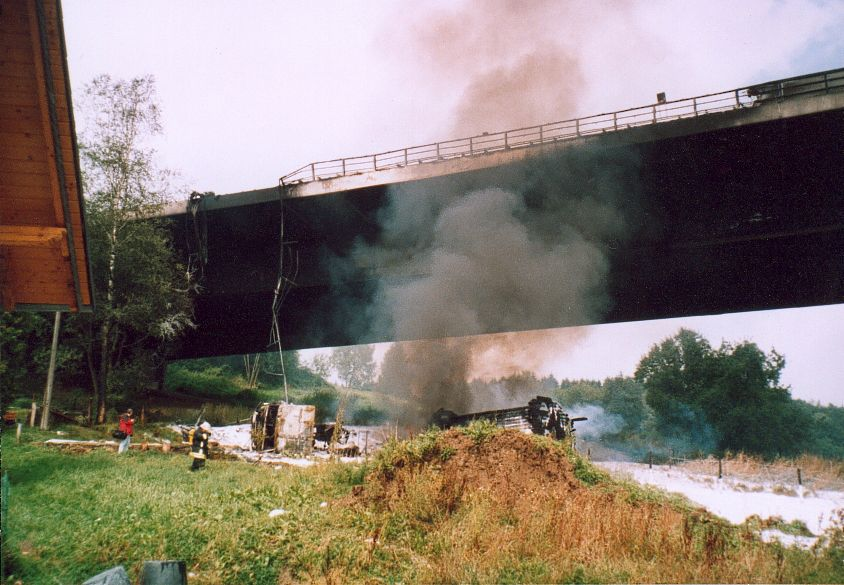
Most w dniu 26 sierpnia 2004. Pożar cysterny oraz widoczne uszkodzenie mostu

26 sierpnia 2004 roku doszło do zderzenia samochodu osobowego z cysterną przewożącą 32 tysiące litrów oleju napędowego, w wyniku czego cysterna zapaliła się. Kierowca cysterny zginął na miejscu. Bariery energochłonne znajdujące się na moście były zaprojektowane jedynie do „zatrzymania” pojazdów o masie nieprzekraczającej 13 ton i okazały się  zbyt słabe, aby uchronić cysternę przed wypadnięciem z mostu. W wyniku powstałego pożaru konstrukcja mostu uległa poważnemu uszkodzeniu i została zamknięta dla ruchu. W okresie od 26 sierpnia do 7 października 2004 roku wykonano prowizoryczne prace naprawcze.
Wypadek ten okazał się najdroższym zdarzeniem drogowym w Niemczech. Całkowity koszt remontu wyniósł 30 milionów euro.

### Naprawa
Po wykonaniu prowizorycznych prac naprawczych, w trakcie których zainstalowano 27 dodatkowych stalowych podpór oraz wydobyto około 10 tysięcy ton gleby skażonej olejem, właściwe prace wykonane przez Landesbetrieb Straßenbau NRW i wybrane firmy przeprowadzono w okresie wakacji letnich 2006 roku. W trakcie naprawy usunięto uszkodzony fragment o powierzchni 600 m² i zastąpiono go nową stalową strukturą. W tym samym czasie odnowiono m.in. nawierzchnię autostrady. W związku z tym autostrada była całkowicie zamknięta między węzłami Bielstein (24) i Gummersbach (25) od 28 czerwca do 22 sierpnia 2006. Objazd zamkniętego odcinka został wytyczony okolicznymi drogami.
18 października 2007 most oddano ponownie do użytku.

### Reakcje
W wyniku silnego poruszenia tematu wypadku w mediach dokonano zbiórki – początkowo jako akcji sąsiedzkiej – około 20 tysięcy euro dla rodziny zmarłego w wypadku kierowcy cysterny.
Latem 2006 odsłonięto pomnik upamiętniający wypadek.